# Slipanlage (Balloch)

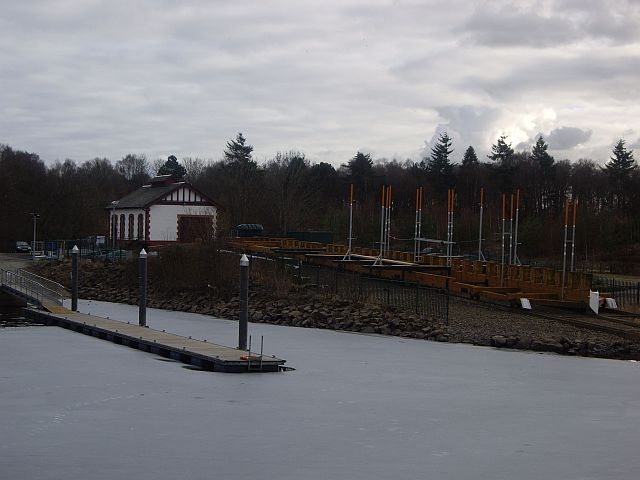
Slipanlage von Balloch

Die Slipanlage von Balloch ist eine Slipanlage in der schottischen Stadt Balloch in der Council Area West Dunbartonshire. Zugehörig ist ein Windenhaus mit entsprechender Maschinerie. Erbaut wurde sie zwischen 1900 und 1901 von George Halliday aus Rothesay. John Bennie aus Glasgow fertigte die Maschinen. Im Jahre 2000 wurde das Bauwerk in den schottischen Denkmallisten zunächst in der Kategorie C aufgenommen und dann 2003 in die höchste Kategorie A hochgestuft. Seit spätestens 1999 ist die Anlage nicht mehr in Betrieb. Besonders schützenswert erscheint die Maschinerie, welche noch im Originalzustand vorliegt.

## Beschreibung
Das Bauwerk liegt am Nordrand von Balloch am Südufer von Loch Lomond direkt westlich des Abflusses des Leven. Die Slipanlage besteht aus einer schrägen Ebene in den Loch Lomond, welche bis unter die Wasseroberfläche reicht. Auf dieser verlaufen zwei parallele, gusseiserne Schienenstränge, die durch eine mittig verlaufende Zahnstange ergänzt werden. Es steht ein hölzerner Slipwagen mit insgesamt 262 Rädern zur Verfügung.
Bei dem Windenhaus handelt es sich um ein einstöckiges, längliches, backsteinernes Gebäude. Die Fassaden sind mit Harl verputzt und mit backsteinernen Zierbändern versehen. Die Gebäudekanten sind mit Backstein abgesetzt, welcher auch die Fenster einfasst. Längsseitig sind die Fenster auf vier vertikalen Achsen angeordnet, beziehungsweise an der Ostseite drei Fenster und eine moderne Stahltüre. An der südexponierten Giebelseite ist mittig eine große Fensterfläche zu finden. Seeseitig ist ein hohes, zweiflügliges Holztor verbaut. Das Gebäude schließt mit einem Satteldach ab, das mit grauen Schieferschindeln eingedeckt ist.